# VdB 63
vdB 63 è una piccola nebulosa a riflessione visibile nella costellazione di Orione.
La sua posizione è individuabile circa un grado ad est di 56 Orionis, di magnitudine 4,76; si tratta di un debolissimo filamento nebuloso che circonda una stella di nona magnitudine, a nordest dell'Anello di Barnard. Questa stella ha classe spettrale K e imprime alla nube un colore arancione; le misurazioni della parallasse indicano un errore di misurazione notevole, pertanto la sua distanza non è ben nota, alla pari della sua massa effettiva.